# The Economics of Innocent Fraud
The Economics of Innocent Fraud: Truth for Our Time fue el último libro del economista de Harvard John Kenneth Galbraith, publicado por Houghton Mifflin en 2004. Es un ensayo de 62 páginas que recapitula temas, como el dominio del poder corporativo en el sector público y el papel de la publicidad en la formulación de la demanda del consumidor, que se encuentran en sus obras anteriores.

## Contenido
En doce breves capítulos, Galbraith resume lo que él considera una serie de tipos de "fraudes", algunos inocentes, otros menos, que son inherentes a la vida económica dominada por las empresas a finales del siglo XX. Su uso de la palabra fraude no es legalista, sino que designa lo que él ve como la divergencia entre "creencia aprobada —sabiduría convencional— y la realidad" (p. Ix).
Los 'fraudes' resaltados son:
1. La sustitución del término " capitalismo " por " sistema de mercado " en el discurso económico y político estadounidense. Considera a este último un 'sin sentido, erróneo, insípido y benigno' y sugiere 'el sistema corporativo' como el reemplazo moderno más preciso (p. 8).
2. La creencia en la soberanía del consumidor dentro del sistema corporativo / de mercado. El consumo del consumidor, según Galbraith, está en gran medida controlado y manipulado por la dirección corporativa a través de la publicidad y otras formas de persuasión (p. 13-14).
3. El uso del producto interno bruto (PIB) como medida estándar del avance económico y social. El PIB, argumenta Galbraith, mide solo la producción, excluyendo los valiosos `` aspectos culturales, artísticos, educativos y científicos de la vida'' (p. 15).
4. La paradoja inherente a la palabra "trabajo", que significa trabajo penoso y aburrido para los trabajadores mal pagados, pero proporciona disfrute y recompensa a los trabajadores ricos. De manera similar, la evitación del trabajo en los pobres se considera inaceptable, pero aceptable para aquellos que pueden permitirse el ocio (págs. 18-21).
5. La ilusión de que los accionistas, los inversores, los consejos de administración, incluso los propietarios, son relevantes para las grandes entidades corporativas que dominan la economía. De hecho, afirma Galbraith, es la dirección (burocracia corporativa) la que las dirige (págs. 28-31).
6. La distinción entre el " sector privado " y el " sector público " tal como la utilizan economistas, políticos y comentaristas. Galbraith cree que los grandes intereses y líderes corporativos (sector privado) se han arraigado tanto en el gobierno (sector público) que no se puede mantener la distinción. Cita la influencia empresarial en el Tesoro y la influencia de la industria de defensa en la política exterior, como ejemplos principales (p. 36).
7. El hecho de que los expertos y comentaristas hagan pasar por verdades las predicciones económicas esperanzadoras, y el fraude relacionado con los duros despidos de los trabajadores cuando las predicciones optimistas resultan inevitablemente falsas (p. 40-42).
8. La ilusión de que la Reserva Federal, al subir o bajar las tasas de interés, tiene algún efecto en estimular el crecimiento o prevenir la inflación. Galbraith llama a esto "nuestra forma más prestigiosa de fraude, nuestro escape más elegante de la realidad'' (p. 43). Según él, "sólo en la inocencia [la Fed] controla el gasto general de los consumidores y las empresas" (p. 47).

En tres capítulos finales, aboga por una supervisión gubernamental imparcial del comportamiento empresarial; vuelve a su tema del dominio corporativo en los asuntos del estado, particularmente en el ejército y la defensa, para su propio enriquecimiento; y afirma que la desgravación fiscal adicional para las corporaciones no sirve a ningún bien público. Termina haciendo una analogía entre la incapacidad de reparar las dificultades sociales mediante una política económica sólida y el predominio de la guerra en la vida económica. Llama a la guerra 'el fracaso humano decisivo' (p. 62).